# Міжеркаси
Міжерка́си (рос. Мижеркасы, чув. Мишеркасси) — село у Чувашії Російської Федерації, у складі Пандіковського сільського поселення Красночетайського району.
Населення — 307 осіб (2010; 422 в 2002, 659 в 1979, 1003 в 1939, 897 в 1927, 761 в 1910, 341 в 1860).
Національний склад (2002):
- чуваші — 100 %

## Історія
До 1863 року селяни мали статус удільних, займались землеробством, тваринництвом, бондарством, лозоплетінням, ковальством, гончарством, виробництвом коліс, цегли, взуття та одягу. Діяла церква Святої Трійці (1902–1939). 1901 року відкрито церковнопарафіяльну школу. 1929 року створено колгосп «Червона Зірка». До 1920 року село входило до складу Красночетаївської волості Курмиського (у період 1835–1863 років — у складі Курмиського удільного приказу), до 1927 року — Ядринського повітів. З переходом на райони 1927 року — спочатку у складі Красночетайського, у період 1962–1965 років — у складі Шумерлинського, після чого знову передане до складу Красночетайського району.

## Господарство
У селі діють школа, офіс лікаря загальної практики, клуб, бібліотека, стадіон, 3 магазини, їдальня.